# Sexyy Red
Джанэй Ниера Уэрри (англ. Janae Nierah Wherry; род. 15 апреля 1998 года, Сент-Луис, Миссури, США), наиболее известная как Sexyy Red, — американская рэперша и певица. Она прославилась после выхода своего сингла «Pound Town» в 2023 году (совместно с Tay Keith); его популярность привела к созданию ремиксовой версии «Pound Town 2» (совместно с Ники Минаж), которая стала её первым хитом в чарте Billboard Hot 100. В том же году её следующий сингл «SkeeYee» также имел успех; обе песни вошли в её второй микстейп Hood Hottest Princess (2023). В 2024 году её сингл «Get It Sexyy» достиг 20-го места в чарте и стал основой для её третьего микстейпа In Sexyy We Trust (2024).
Также в 2023 году Уэрри приняла участие в ремиксах на синглы «Shake Sumn» от DaBaby, «Slut Me Out» от NLE Choppa и «Peaches & Eggplants» от Young Nudy вместе с рэпершей Latto, все из которых вошли в чарт Billboard Hot 100. Её участие в сингле Дрейка «Rich Baby Daddy» 2023 года достигло 20-го места в чарте, а в следующем году её участие в песне Tyler, the Creator «Sticky» достигло топ-10.
Billboard назвал её «одним из самых ярких новых артистов лета 2023 года». Она была номинирована на премию «Лучший прорывной хип-хоп исполнитель» на BET Hip Hop Awards 2023. Её публичный образ, лирика и медиа-присутствие описываются как дерзкие, шумные и «уверенные».

## Ранняя жизнь
Джанэй Ниера Уэрри родилась и выросла в Сент-Луисе. Уэрри начала заниматься рэпом после написания трека, в котором она выразила своё недовольство изменой бывшего бойфренда. Псевдоним «Sexyy Red» был образован от её прозвища «Red», которое она носила долгое время из-за рыжего цвета волос. Ранее она работала парикмахером и агентом в колл-центре. Уэрри окончила среднюю школу Норманди в Миссури.

## Карьера
Sexyy Red выпустила свою первую песню «Ah Thousand Jugs» в 2018 году. В 2021 году она выпустила свой дебютный микстейп Ghetto Superstar.
В январе 2023 года она выпустила песню «Pound Town» совместно с Тей Китом, которая позже стала вирусной в социальных сетях. В апреле она приняла участие в ремиксе на песню NLE Choppa «Slut Me Out». В мае того же года она выпустила «Pound Town 2» совместно с Ники Минаж, что стало её первой записью в чарте Billboard Hot 100. В июне она выпустила микстейп Hood Hottest Princess. В августе 2023 года Ред присоединилась к Дрейку в его туре «It’s All a Blur» в качестве хедлайнера, ранее выступая в качестве гостя на предыдущих шоу. В октябре она записала совместную песню с SZA для альбома Дрейка For All the Dogs под названием «Rich Baby Daddy». Её первая песня, попавшая в топ-10 в США, была записана с Tyler, the Creator, более чем через год. В октябре 2024 года она выпустила совместную работу с GloRilla и Лил Уэйном, «Sticky», из альбома Chromakopia.
28 мая 2024 года Ред появилась на WWE NXT, где представила новый женский чемпионский титул Североамериканского чемпионства NXT среди женщин. 9 июня 2024 года она провела шоу 2024 NXT Battleground PLE.

## Артистизм

### Влияния
В юности Ред слушала таких исполнителей, как Gucci Mane, Lil Wayne, Nicki Minaj, Project Pat, Juicy J, Three 6 Mafia, Chief Keef, Webbie, Boosie BadAzz и Trina. В интервью для Billboard Кайл Денис отметил, что эти артисты «воплощают в себе непримиримую энергию гетто, которая теперь пронизывает каждую песню Sexyy Red». Сама Ред заявила, что стремилась подражать их «бесстрашию». Её часто называют «женской версией Gucci Mane», и она даже выпустила песню с таким названием в своём микстейпе Hood Hottest Princess.

### Лирика и музыкальный стиль
"Я не согласна с этой классификацией [pussy rap], потому что почему это единственное, о чем вы слышали, как я говорю? Это единственное, что вы вынесли из всего, что я только что сказала? Вы просто услышали, как я сказала 'киска'? Мне неприятно, когда так говорят. Я просто рассказываю о своей повседневной жизни. О девушках, которые живут как я, я просто рассказываю о том, через что мы проходим. Я не сижу и не говорю о 'киске' весь день."
Тексты песен Ред сосредоточены на фразах из одного предложения, без использования метафор и других литературных приёмов. Джейсон Бьюфорд из Rolling Stone отметил, что она «воздерживается от традиционного лиризма». Он также охарактеризовал её как «классического южного рэпера». В Complex Эрик Скелтон назвал её песни «полными вирусных текстов». Ред заявила, что её повседневная жизнь служит основным источником вдохновения для её музыки. Из-за часто сексуального характера её текстов её также относят к категории «pussy rap» (буквально «женский рэп»), хотя она отвергает эту классификацию и выражает раздражение по поводу того, что её сводят только к сексуальным песням. Red также известна своим уникальным голосом и стилем исполнения. Она получила похвалу за свою «аутентичность» и «энергию», которые, по мнению критиков, являются ключевыми факторами её успеха у широкой аудитории.

## Публичный имидж
Sexyy Red стала центральной фигурой в обсуждениях о представлении чернокожих женщин в музыкальной индустрии. В интервью для One Musicfest американская рэперша Trina защищала Red, подчёркивая её право свободно выражать себя и создавать музыку на своих условиях. В то же время рэпер Khia выразила своё неодобрение по поводу сравнений с такими артистами, как Trina и Red, выразив опасения относительно их предполагаемого негативного влияния. В ответ Red отреагировала на замечания Khia в социальных сетях, назвав её «выжатой» и «несчастной».

## Личная жизнь
Первый ребёнок Ред, сын, родился в 2020 году. 15 октября 2023 года она объявила о своей второй беременности в посте в Instagram. Второй ребёнок, дочь, родился 5 февраля 2024 года. Кадры из родильной палаты были использованы в музыкальном клипе Дрейка на песню «Rich Baby Daddy», выпущенном через 9 дней после этого события.
В августе 2023 года Ред сообщила в подкасте, что стала жертвой изнасилования.
Ред, выражая поддержку действующему президенту США Дональду Трампу, использовала в своём брендинге фразу «Make America Sexyy Again». Однако в ноябре 2024 года она заявила, что голосовала за вице-президента Камалу Харрис.

## Дискография

### Микстейпы
| Название                                                                                    | Детали                                                                                                 | Наивысшая позиция в чарте | Наивысшая позиция в чарте | Наивысшая позиция в чарте | Наивысшая позиция в чарте | Сертификация |
| Название                                                                                    | Детали                                                                                                 | US                        | US R&B/HH                 | US Rap                    | CAN                       | Сертификация |
| ------------------------------------------------------------------------------------------- | --- | ------------------------- | ------------------------- | ------------------------- | ------------------------- | ------------ |
| Ghetto Superstar                                                                            | - Релиз: 24 декабря 2021 года - Лейбл: Самостоятельный релиз - Формат: CD, digital download, streaming | —                         | —                         | —                         | —                         |              |
| Hood Hottest Princess                                                                       | - Релиз: 9 июня 2023 - Лейбл: Open Shift, gamma. - Формат: CD, digital download, streaming             | 62                        | 21                        | 13                        | —                         | - RIAA: Gold |
| In Sexyy We Trust                                                                           | - Релиз: 24 мая 2024 года - Лейбл: Open Shift, gamma. - Формат: CD, digital download, streaming        | 17                        | 5                         | 5                         | 80                        |              |
| «—» обозначает запись, которая не попала в чарты или не была выпущена на данной территории. | |                           |                           |                           |                           |              |

### Мини-альбомы
| Название   | Детали                                                                                     |
| ---------- | ------------------------------------------------------------------------------------------ |
| Pound Town | - Релиз: 30 апреля 2023 года - Лейбл: Open Shift - Формат: CD, digital download, streaming |

### Синглы

#### Главный артист
| Название                                                                                    | Год  | Наивысшая позиция в чарте | Наивысшая позиция в чарте | Наивысшая позиция в чарте | Наивысшая позиция в чарте | Наивысшая позиция в чарте | Наивысшая позиция в чарте | Наивысшая позиция в чарте | Сертификация     | Альбом                |
| Название                                                                                    | Год  | US                        | US R&B/HH                 | US Rap                    | US Rhy.                   | CAN                       | NZ                        | WW                        | Сертификация     | Альбом                |
| ------------------------------------------------------------------------------------------- | ---- | ------------------------- | ------------------------- | ------------------------- | ------------------------- | ------------------------- | ------------------------- | ------------------------- | ---------------- | --------------------- |
| «Ah Thousand Jugs»                                                                          | 2018 | —                         | —                         | —                         | —                         | —                         | —                         | —                         |                  | Неальбомные синглы    |
| «Free Smoke»                                                                                | 2018 | —                         | —                         | —                         | —                         | —                         | —                         | —                         |                  | Неальбомные синглы    |
| «Don’t Trust Em»                                                                            | 2019 | —                         | —                         | —                         | —                         | —                         | —                         | —                         |                  | Неальбомные синглы    |
| «Northside»                                                                                 | 2019 | —                         | —                         | —                         | —                         | —                         | —                         | —                         |                  | Неальбомные синглы    |
| «Young Hot Nigga»                                                                           | 2019 | —                         | —                         | —                         | —                         | —                         | —                         | —                         |                  | Неальбомные синглы    |
| «Slob on My Ckat»                                                                           | 2021 | —                         | —                         | —                         | —                         | —                         | —                         | —                         |                  | Неальбомные синглы    |
| «Ghetto Freestyle»                                                                          | 2021 | —                         | —                         | —                         | —                         | —                         | —                         | —                         |                  | Ghetto Superstar      |
| «Throw That Mf»                                                                             | 2021 | —                         | —                         | —                         | —                         | —                         | —                         | —                         |                  | Неальбомный сингл     |
| «Hood Bitch»                                                                                | 2021 | —                         | —                         | —                         | —                         | —                         | —                         | —                         |                  | Ghetto Superstar      |
| «My Bitches»                                                                                | 2021 | —                         | —                         | —                         | —                         | —                         | —                         | —                         |                  | Ghetto Superstar      |
| «I Love My Nickel»                                                                          | 2022 | —                         | —                         | —                         | —                         | —                         | —                         | —                         |                  | Неальбомные синглы    |
| «Throwin' It»                                                                               | 2022 | —                         | —                         | —                         | —                         | —                         | —                         | —                         |                  | Неальбомные синглы    |
| «Don’t Get Beat»                                                                            | 2022 | —                         | —                         | —                         | —                         | —                         | —                         | —                         |                  | Неальбомные синглы    |
| «My Twin»                                                                                   | 2022 | —                         | —                         | —                         | —                         | —                         | —                         | —                         |                  | Неальбомные синглы    |
| «Born by the River» (featuring Sukihana)                                                    | 2022 | —                         | —                         | —                         | —                         | —                         | —                         | —                         |                  | Hood Hottest Princess |
| «All White Air Forces»                                                                      | 2022 | —                         | —                         | —                         | —                         | —                         | —                         | —                         |                  | Неальбомные синглы    |
| «FYM»                                                                                       | 2022 | —                         | —                         | —                         | —                         | —                         | —                         | —                         |                  | Неальбомные синглы    |
| «Tired»                                                                                     | 2022 | —                         | —                         | —                         | —                         | —                         | —                         | —                         |                  | Неальбомные синглы    |
| «Pound Town» (with Tay Keith or remix with Nicki Minaj)                                     | 2023 | 66                        | 21                        | 14                        | 19                        | —                         | —                         | —                         | - RIAA: Platinum | Hood Hottest Princess |
| «Push Start»                                                                                | 2023 | —                         | —                         | —                         | —                         | —                         | —                         | —                         |                  | Неальбомный сингл     |
| «Female Gucci Mane»                                                                         | 2023 | —                         | —                         | —                         | —                         | —                         | —                         | —                         |                  | Hood Hottest Princess |
| «SkeeYee»                                                                                   | 2023 | 62                        | 17                        | 12                        | 13                        | —                         | —                         | —                         | - RIAA: Platinum | Hood Hottest Princess |
| «Hood Rats» (with Sukihana)                                                                 | 2023 | —                         | —                         | —                         | —                         | —                         | —                         | —                         |                  | Hood Hottest Princess |
| «Hellcats SRTs» (solo or remix featuring Lil Durk)                                          | 2023 | —                         | 40                        | —                         | —                         | —                         | —                         | —                         |                  | Hood Hottest Princess |
| «Shake Yo Dreads»                                                                           | 2023 | —                         | —                         | —                         | —                         | —                         | —                         | —                         |                  | Hood Hottest Princess |
| «Free My N***a»                                                                             | 2023 | —                         | —                         | —                         | —                         | —                         | —                         | —                         |                  | Hood Hottest Princess |
| «Bow Bow Bow (F My Baby Mama) (with Chief Keef)                                             | 2023 | —                         | —                         | —                         | —                         | —                         | —                         | —                         |                  | Неальбомный сингл     |
| »Get It Sexyy"                                                                              | 2024 | 20                        | 6                         | 5                         | 8                         | 82                        | —                         | 73                        | - RIAA: Gold     | In Sexyy We Trust     |
| «U My Everything» (with Drake)                                                              | 2024 | 44                        | 12                        | 10                        | 12                        | 70                        | —                         | 132                       |                  | In Sexyy We Trust     |
| «U Kno What to Do (UKWTD)»                                                                  | 2024 | —                         | 42                        | —                         | —                         | —                         | —                         | —                         |                  | Неальбомный сингл     |
| «Whatchu Kno About Me» (with GloRilla)                                                      | 2024 | 17                        | 3                         | 2                         | 1                         | 59                        | 30                        | 62                        | - RIAA: Gold     | Glorious              |
| «Fat Juicy & Wet» (with Bruno Mars)                                                         | 2025 | 17                        | 4                         | 4                         | 18                        | 27                        | 31                        | 22                        |                  | Неальбомный сингл     |
| «—» обозначает запись, которая не попала в чарты или не была выпущена на данной территории. |      |                           |                           |                           |                           |                           |                           |                           |                  |                       |

#### Приглашённый артист
| Title | Year | Peak chart positions | Peak chart positions | Peak chart positions | Peak chart positions | Peak chart positions | Peak chart positions | Peak chart positions | Peak chart positions | Peak chart positions | Peak chart positions | Certifications                                                  | Album                                                    |
| Title | Year | US                   | US R&B/HH            | US Rap               | AUS                  | CAN                  | FRA                  | IRE                  | NZ                   | UK                   | WW                   | Certifications                                                  | Album                                                    |
| --- | ---- | -------------------- | -------------------- | -------------------- | -------------------- | -------------------- | -------------------- | -------------------- | -------------------- | -------------------- | -------------------- | --------------------------------------------------------------- | -------------------------------------------------------- |
| «Sense dat God Gave You» (Summer Walker featuring Sexyy Red)                                                         | 2022 | —                    | —                    | —                    | —                    | —                    | —                    | —                    | —                    | —                    | —                    |                                                                 | Non-album single                                         |
| «Slut Me Out» (remix) (NLE Choppa featuring Sexyy Red)                                                               | 2023 | —                    | —                    | —                    | —                    | —                    | —                    | —                    | —                    | —                    | —                    |                                                                 | Cottonwood 2                                             |
| «Check» (Gloss Up featuring Sexyy Red)                                                                               | 2023 | —                    | —                    | —                    | —                    | —                    | —                    | —                    | —                    | —                    | —                    |                                                                 | Неальбомные синглы                                       |
| «Area Codes» (314 remix) (Kaliii featuring Sexyy Red)                                                                | 2023 | —                    | —                    | —                    | —                    | —                    | —                    | —                    | —                    | —                    | —                    |                                                                 | Неальбомные синглы                                       |
| «Shiesty» (Finesse2tymes featuring Kaliii and Sexyy Red)                                                             | 2023 | —                    | —                    | —                    | —                    | —                    | —                    | —                    | —                    | —                    | —                    |                                                                 | Неальбомные синглы                                       |
| «Shake Sumn» (remix) (DaBaby featuring Sexyy Red)                                                                    | 2023 | —                    | —                    | —                    | —                    | —                    | —                    | —                    | —                    | —                    | —                    |                                                                 | Неальбомные синглы                                       |
| «Mmm Hmm» (Lancey Foux featuring Sexyy Red)                                                                          | 2023 | —                    | —                    | —                    | —                    | —                    | —                    | —                    | —                    | —                    | —                    |                                                                 | Back2datrap                                              |
| «Face Down» (MCVertt featuring ASAP Ferg and Sexyy Red)                                                              | 2023 | —                    | —                    | —                    | —                    | —                    | —                    | —                    | —                    | —                    | —                    |                                                                 | Неальбомные синглы                                       |
| «One Margarita (Margarita Song)» (Ladies remix) (That Chick Angel featuring Sexyy Red, FendiDa Rappa, and Flo Milli) | 2023 | —                    | —                    | —                    | —                    | —                    | —                    | —                    | —                    | —                    | —                    |                                                                 | Неальбомные синглы                                       |
| «Perc & Sex» (YN Jay featuring G Herbo and Sexyy Red)                                                                | 2023 | —                    | —                    | —                    | —                    | —                    | —                    | —                    | —                    | —                    | —                    |                                                                 | Неальбомные синглы                                       |
| «I Love Freaks (Sexyy’s Version)» (Lijay featuring Sexyy Red)                                                        | 2023 | —                    | —                    | —                    | —                    | —                    | —                    | —                    | —                    | —                    | —                    |                                                                 | Неальбомные синглы                                       |
| «Bing Bong» (remix) (Blakeiana featuring Sexyy Red)                                                                  | 2023 | —                    | —                    | —                    | —                    | —                    | —                    | —                    | —                    | —                    | —                    |                                                                 | Неальбомные синглы                                       |
| «Peaches & Eggplants» (remix) (Young Nudy featuring Sexyy Red and Latto)                                             | 2023 | —                    | —                    | —                    | —                    | —                    | —                    | —                    | —                    | —                    | —                    |                                                                 | Неальбомные синглы                                       |
| «Big Dawg» (Moneybagg Yo with Sexyy Red and CMG the Label)                                                           | 2023 | —                    | —                    | —                    | —                    | —                    | —                    | —                    | —                    | —                    | —                    |                                                                 | Gangsta Art 2                                            |
| «No Panties» (Raedio featuring Sexyy Red)                                                                            | 2023 | —                    | —                    | —                    | —                    | —                    | —                    | —                    | —                    | —                    | —                    |                                                                 | Rap Sh!t: The Mixtape (From the Max Original Series, S2) |
| «Rich Baby Daddy» (Drake featuring Sexyy Red and SZA)                                                                | 2023 | 11                   | 4                    | 3                    | 11                   | 18                   | 152                  | 20                   | 9                    | 10                   | 16                   | - ARIA: Platinum - BPI: Gold - MC: 2× Platinum - RMNZ: Platinum | For All the Dogs                                         |
| «All She Do Is Shake» (J Traxx featuring Sexyy Red)                                                                  | 2023 | —                    | —                    | —                    | —                    | —                    | —                    | —                    | —                    | —                    | —                    |                                                                 | Неальбомные синглы                                       |
| «Hoe Shit» (GenesisTheGawd featuring Sexyy Red)                                                                      | 2023 | —                    | —                    | —                    | —                    | —                    | —                    | —                    | —                    | —                    | —                    |                                                                 | Неальбомные синглы                                       |
| «Bent» (remix) (41, Kyle Richh, Jenn Carter, and TaTa featuring Sexyy Red)                                           | 2023 | —                    | —                    | —                    | —                    | —                    | —                    | —                    | —                    | —                    | —                    |                                                                 | 41 World: Not the Album                                  |
| «Yonce Freestyle» (Kevin Gates featuring Sexyy Red and B.G.)                                                         | 2023 | —                    | —                    | —                    | —                    | —                    | —                    | —                    | —                    | —                    | —                    |                                                                 | The Ceremony                                             |
| «Daddy» (Tokischa featuring Sexyy Red)                                                                               | 2023 | —                    | —                    | —                    | —                    | —                    | —                    | —                    | —                    | —                    | —                    |                                                                 | Неальбомный сингл                                        |
| «Sexyy & Conceited» (Pardison Fontaine featuring Sexyy Red)                                                          | 2023 | —                    | —                    | —                    | —                    | —                    | —                    | —                    | —                    | —                    | —                    |                                                                 | Sext8pe                                                  |
| «Somethin'» (Nardo Wick featuring Sexyy Red)                                                                         | 2024 | —                    | —                    | —                    | —                    | —                    | —                    | —                    | —                    | —                    | —                    |                                                                 | Неальбомный сингл                                        |
| «Damn Shorty» (Chief Keef and Mike Will Made It featuring Sexyy Red)                                                 | 2024 | —                    | —                    | —                    | —                    | —                    | —                    | —                    | —                    | —                    | —                    |                                                                 | Dirty Nachos                                             |
| «FTCU (SleezeMix)» (Nicki Minaj featuring Travis Scott, Chris Brown, and Sexyy Red)                                  | 2024 | —                    | —                    | —                    | —                    | —                    | —                    | —                    | —                    | —                    | —                    |                                                                 | Неальбомный сингл                                        |
| «Sticky» (Tyler, the Creator featuring GloRilla, Sexyy Red, and Lil Wayne)                                           | 2024 | 10                   | 1                    | 1                    | 33                   | 26                   | —                    | 63                   | 25                   | 57                   | 23                   | - MC: Platinum                                                  | Chromakopia                                              |
| «—» обозначает запись, которая не попала в чарты или не была выпущена на данной территории.                          |      |                      |                      |                      |                      |                      |                      |                      |                      |                      |                      |                                                                 |                                                          |

### Other charted songs
| Название                                                                                    | Год  | Наивысшая позиция в чартах | Наивысшая позиция в чартах | Альбом                |
| Название                                                                                    | Год  | US Bub.                    | US R&B/HH                  | Альбом                |
| ------------------------------------------------------------------------------------------- | ---- | -------------------------- | -------------------------- | --------------------- |
| «Looking for the Hoes (Ain’t My Fault)»                                                     | 2023 | —                          | 49                         | Hood Hottest Princess |
| «Bow Bow Bow (F My Baby Dad)»                                                               | 2023 | 14                         | 38                         | Hood Hottest Princess |
| «—» обозначает запись, которая не попала в чарты или не была выпущена на данной территории. |      |                            |                            |                       |

## Туры

### Хедлайнер
- Hood Hottest Princess Tour (2023)[87]
- Sexyy Red 4 President Tour (2024)[88]

### Второй план
- Moneybagg Yo — Larger than Life Tour (2023)[89]
- Drake и 21 Savage — It's All a Blur Tour (2023)[90]

## Награды и номинации
| Награда            | Год  | Категория                          | Работа                            | Результат | Ист.   |
| ------------------ | ---- | ---------------------------------- | --------------------------------- | --------- | ------ |
| BET Hip Hop Awards | 2023 | Лучший прорывной хип-хоп артист    | Sexxy Red                         | Номинация | [ 91 ] |
| BET Hip Hop Awards | 2024 | Лучший прорывной хип-хоп артист    | Sexxy Red                         | Победа    | [ 92 ] |
| BET Awards         | 2024 | Лучший новый артист                | Sexxy Red                         | Номинация | [ 93 ] |
| BET Awards         | 2024 | Лучший женский хип-хоп исполнитель | Sexxy Red                         | Номинация | [ 93 ] |
| BET Awards         | 2024 | Лучшая коллаборация                | «Rich Baby Daddy» (с Drake и SZA) | Номинация | [ 93 ] |
| BET Awards         | 2024 | Выбор зрителя                      | «Rich Baby Daddy» (с Drake и SZA) | Номинация | [ 93 ] |
| BET Awards         | 2024 | Видео года                         | «Rich Baby Daddy» (с Drake и SZA) | Номинация | [ 93 ] |

### Комментарии
1. ↑  "Hellcats SRTs 2" did not enter the Billboard Hot 100, but peaked at number one on the Bubbling Under Hot 100 chart.[50]
2. ↑  "U My Everything" did not enter the NZ Top 40 Singles Chart, but peaked at number 6 on the NZ Hot 40 Singles Chart.[55]
3. ↑  "FTCU" (SleezeMix) did not enter the NZ Top 40 Singles Chart, but peaked at number 20 on the NZ Hot Singles Chart.[85]